# Qinglong (Qinhuangdao)
Der Autonome Kreis Qinglong der Mandschu (青龙满族自治县,  Qīnglóng Mǎnzú Zìzhìxiàn), kurz: Kreis Qinglong (青龙县); mandschurisch ᠴᡳᠩᠯᡠᠩ
ᠮᠠᠨᠵᡠ
ᠪᡝᠶᡝ
ᡩᠠᠰᠠᠩᡤᠠ
ᠰᡳᠶᠠᠨ, Cinglung Manju Beye Dasangga Siyan, ist ein autonomer Kreis der Mandschu, der zum Verwaltungsgebiet der bezirksfreien Stadt Qinhuangdao (秦皇岛市) in der chinesischen Provinz Hebei gehört. 
Qinglong eine Fläche von 3.508 km² und zählt 496.726 Einwohner (Stand: Zensus 2010). Sein Hauptort ist die Großgemeinde Qinglong (青龙镇).